# Boards of Canada
Boards Of Canada – szkocki duet muzyczny braci Michaela Petera (ur. 1 czerwca 1970) i Marcusa Eoina Sandisonów (ur. 21 lipca 1971). Twórczość duetu oscyluje wokół eksperymentalnej elektroniki, ambientu, IDM-u, downtempo z elementami triphopowymi. Nazwa zespołu została zaczerpnięta od nazwy wytwórni filmowej National Film Board of Canada dzięki fascynacji, zwłaszcza Michaela, filmami dokumentalnymi tejże wytwórni. W celu realizacji i promocji własnych nagrań zespół założył pod koniec lat 80. własną wytwórnię, Music70, a na początku lat 90. własne studio nagraniowe, Hexagon Sun. Profesjonalne nagrania wydawał za pośrednictwem wytwórni Skam Records i Warp Records.
Zespół wydał dotychczas (luty 2025) cztery albumy studyjne, z których największe znaczenia miał debiutancki, Music Has the Right to Children, zaliczony do największych osiągnięć w muzyce ambient/IDM końca XX w. (2. miejsce na liście 50 Best IDM Albums of All Time magazynu Pitchfork) Został wysoko oceniony przez krytyków, zwłaszcza AllMusic i Pitchfork, którzy dali mu maksymalne noty. W Wielkiej Brytanii zdobył certyfikat Srebrnej Płyty.
Obaj muzycy znani się z tego, że rzadko kontaktują się ze środkami masowego przekazu. Mieszkają i tworzą na prowincji, z dala od dużych ośrodków miejskich.

## Historia

### Dzieciństwo
Boards of Canada to duet muzyczny braci, Michaela Sandisona (urodzonego 1 czerwca 1970 roku) i Marcusa Eoina (urodzonego 21 lipca 1971 roku). Jak wyjaśniał w wywiadzie dla magazynu Pitchfork z 26 września 2005 roku Michael, Eoin to w rzeczywistości drugie imię Marcusa, natomiast fakt bycia braćmi ukrywali, ponieważ chcieli uniknąć porównań do Orbital, elektronicznego duetu braci Phila i Paula Hartnollów, którzy zaczęli wydawać płyty w połowie lat 90. Pochodzą z rodziny muzycznej. Ich rodzice mieli w domu magnetofony, pianina i inne akcesoria muzyczne. W wieku około 6-7 lat zaczęli uczyć się gry na instrumentach i grać razem, a mając około 10 lat zaczęli nagrywać własną muzykę. W latach 1979–1980 mieszkali w Kanadzie, gdzie ich ojciec pracował przy budowie Saddle Dome w Calgary. Potem przenieśli się do Szkocji. Zarówno w Kanadzie, jak i w Szkocji oglądali edukacyjne filmy telewizyjne wytwórni National Film Board of Canada, której nazwa posłużyła im później do utworzenia nazwy ich zespołu. Podczas nauki w liceum grali w różnych zespołach.

### Boards of Canada

#### Lata 1980–1995
W 1980 roku, w pewnym miejscu na północno-wschodnim wybrzeżu Szkocji, powstało wczesne wcielenie zespołu. Michael Sandison nazwał swój zespół Boards of Canada. W jego skład wchodzili gitarzysta, basista, klawiszowiec i perkusista. Kiedy w 1986 roku do grupy dołączył Marcus Eoin (jako basista), Boards of Canada rozrósł się do pięciu członków. Zespół koncertował w swoim rodzinnym mieście, grając abstrakcyjne, elektroniczne utwory, wspierając się glam rockowymi coverami, a także projektami fotograficznymi i filmowymi, inspirowanymi dokumentalnymi filmami National Film Board of Canada. W 1989 roku skład Boards of Canada zmniejszył się do trzech osób: Michaela i Marcusa oraz Chrisa (Horne’a).
Pod koniec lat 80. zespół był pod wpływem muzyki takich grup jak: Front 242, Nitzer Ebb i Cocteau Twins. We wczesnym okresie swojej działalności łączył tradycyjne instrumenty z efektami komputerowymi i fragmentami dźwięków z telewizji i radia. Michael kręcił również filmy na taśmie Super 8, najpierw krótko-, a pod koniec lat 80. pełnometrażowe, do których zespół nagrywał ścieżki dźwiękowe. Michael i Marcus założyli firmę Music70, która miała wydawać ich filmy i muzykę oraz własne studio, zlokalizowane na wzgórzach Pentland Hills. Osoby zaangażowane w działalność studia zyskały miano Hexagon Sun. W 1995 roku nazwę tę otrzymało również studio nagraniowe.
Pierwsze wydawnictwa Boards of Canada  to wydane nakładem Music70 kasety: Catalog 3 z lata 1987 roku (wydana ponownie jako CD w 1997 roku), Acid Memories z 1989 roku, Closes Vol. I z 1992 roku, wydana w nakładzie 100 egzemplarzy, Play by Numbers, wydana również w nakładzie 100 egzemplarzy, Hooper Bay, wydana w 1994 roku w nakładzie 200 egzemplarzy. Były to wydawnictwa rozprowadzane wśród przyjaciół i rodziny.
W połowie lat 90. zespół zaczął wysyłać własne taśmy demo do wytwórni płytowych.

#### Oficjalny debiut (1995)
W 1995 roku wydał swoją pierwszą oficjalną EP-kę, Twoism. Kopie oryginalnego 12-calowego winyla, wydane w liczbie 100 egzemplarzy szybko stały się bardzo pożądanym przedmiotem kolekcjonerskim. W 2002 roku wytwórnia Warp Records wznowiła wydanie minialbumu na CD, dzięki czemu stał się on łatwo dostępny dla szerszej publiczności. Trwający 36 minut minialbum udowadnia, iż brzmienie Boards of Canada w pełni ukształtowało się na trzy lata przed wydaniem ich przełomowego albumu, Music Has the Right to Children.
W 1996 roku kopia Twoism trafiła do Skam Records w Manchesterze; w ciągu kilku godzin Sean Booth z Autechre nawiązał kontakt z Boards of Canada, wówczas już dwuosobowym (Michael i Marcus). W grudniu 1996 roku ukazało się pierwsze wydawnictwo duetu, zrealizowane dla Skam – EP-ka, Hi Scores. Składała się z sześciu utworów będących mieszanką prostych, syntezatorowych melodii, pełnych subtelnych odniesień do hip-hopu i electro, utrzymanych w stylu Autechre, Bochum Welt i Cylob. Po jej wydaniu zespół uczestniczył w serii koncertów otwierających występy Plaid i Autechre.

#### Music Has the Right to Children (1998)
Na początku 1998 roku, po licznych spekulacjach i pogłoskach, ogłoszono, że Boards of Canada podpisał kontrakt z wytwórnią Warp Records i że wkrótce ukaże się jego album. Album, zatytułowany Music Has the Right to Children zdobył ogromne uznanie w momencie premiery, stając się przełomową płytą w ambientowej elektronice. Był w jednym z najlepszych albumów tego gatunku w 1998 roku. Znalazł się 2. miejscu listy 50 Best IDM Albums of All Time magazynu Pitchfork. Pod względem melodycznym jest mniej tonalny niż późniejsze dzieła, ale jako album zawiera ten rodzaj spójności, której brakowało we wcześniejszych nagraniach.
Rok później została wydana EP-ka Peel Session TX 21/07/1998, a w roku 2000 kolejna – In a Beautiful Place Out in the Country.

#### Geogaddi (2002)
Kolejnym pełnowymiarowym albumem był Geogaddi, wydany w roku 2002. Z perspektywy czasu okazał się on najbardziej dojrzałym albumem duetu do tego momentu i pod pewnymi względami lepszym w stosunku do Music Has The Right To Children. Eksplorował bardziej zróżnicowany pejzaż dźwiękowy i był o wiele bogatszy melodycznie. Charakterystyczne do tego momentu elementy muzyki zespołu, takie jak lo-fi, przestrojone dźwięki i zapętlone bity zyskały teraz bardziej treściwe i szczegółowe aranżacje. Przez magazyn The Skinny został sklasyfikowany jako 5. spośród najlepszych szkockich albumów lat 90..
W tym samym roku doczekał się wydania w formacie CD zbiór Twoism, pierwotnie wydany w roku 1995.

#### The Campfire Headphase (2005)
Potem nastąpił okres przerwy. po czym w październiku 2005 roku Boards of Canada wydali album The Campfire Headphase, który wprowadził subtelne zmiany w ich brzmieniu. Znalazł się na 9. miejscu na liście najlepszych szkockich albumów dekady 2000–2010 magazynu The Skinny. Z albumu pochodzi nagranie „Dayvan Cowboy”, pierwsze w historii zespołu, które doczekało się własnego wideoklipu. Reżyserem nagrania była artystka Melissa Olson, dawna znajoma zespołu.
W maju 2006 roku ukazała się złożona z sześciu utworów EP-ka, Trans Canada Highway.

#### Tomorrow’s Harvest (2013)
Później zespół zaprzestał działalności na siedem lat. Mimo tego ich wpływ na innych wykonawców ambient rozszerzał się. W 2013 roku ukazał się jego kolejny album, Tomorrow’s Harvest. Zwiastunem wydawnictwa był wydany 20 kwietnia 2013 roku przez Warp Records z okazji Record Store Day 2013 maxi singel zatytułowany „------ / ------ / ------ / XXXXXX / ------ / ------”. Ciąg cyfr XXXXXX oznaczał kod numeryczny 936557. W ciągu następnych dni zostało ujawnionych pięć kolejnych kodów, a kiedy 29 kwietnia Boards of Canada uruchomili nową stronę internetową, Cosecha Transmisiones, okazało się, że numery te są hasłem odblokowującym teledysk oraz link do okładki albumu i daty jego wydania. Album osiągnął pozycję nr 7 na liście UK Albums Chart, nr 1 na UK Independent Albums oraz nr 4 na Scottish Albums Chart.

#### WXAXRXP (2019)
W czerwcu 2019 roku za pośrednictwem NTS Radio wyemitowany został okolicznościowy program, WXAXRXP, przygotowany przez wytwórnię Warp Records z okazji 30-lecia jej istnienia. Na emisję złożyło się ponad 100 godzin audycji na dwóch kanałach stacji. W ramach audycji znalazł się Societas x Tape, dwugodzinny miks przygotowany przez Boards of Canada, który był pierwszym publicznym występem zespołu od czasu wydania albumu Tomorrow’s Harvest. Wśród artystów, których muzyka znalazła się w Societas x Tape, byli: Grace Jones, Devo, Pauline Oliveros, DAF, Severed Heads, George Duke, Yellow Magic Orchestra i Lena Platonos. 15 listopada tego samego roku nakładem Warp Records ukazał się na rynku okolicznościowy, 10-płytowy, winylowy box set, WXAXRXP Sessions, zawierający nagrania radiowe artystów tejże wytwórni, między innymi Peel Session Boards of Canada z 21 lipca 1998 roku.

## Opinie krytyków
Według Josepha Morpurgo z magazynu Fact „Boards Of Canada pozostają jednym z najbardziej znanych i lubianych zespołów elektronicznych ostatnich dwóch dekad. Spośród wszystkich sztandarowych artystów Warp, jedynie Aphex Twin i (być może) Squarepusher wzbudzają ten sam rodzaj gorącego podziwu”. Muzyka zespołu jest, jego zdaniem, połączeniem new age, hip-hopu i rave’u, a każdy jego album stanowi zlepek „wypatroszonych melodyjek reklamowych, zawieruszonych sygnałów radiowych, stentorowych głosów z filmów dokumentalnych i konsumenckich detrytusów”. Dwa pierwsze spośród nich zajmują „poczesne miejsce w kanonie współczesnej elektroniki”.

Boards of Canada łączą dźwięki z setek źródeł, włączając nagraną naturę i komputerowe 
bity w ciepłe, sugestywne kolaże, rzadko z oczywistymi tematami czy wspólnymi formami. Po raz pierwszy robili to jako dzieci, prawdopodobnie zaczęli nagrywać swoje eksperymenty w wieku około 10 lat. W końcu stali się mistrzami w swojej sztuce, wydając trzy klasyczne elektroniczno-ambientowe albumy: Music Has the Right to Children, Geogaddi i The Campfire Headphase.

Szkoccy bracia Michael Sandison i Marcus Eoin to tajemnicza para. Założyciele Boards of Canada rzadko rozmawiają z mediami, nie koncertują, nie wypuszczają „oficjalnych” teledysków (…), a ich twórczość nie jest zbyt płodna. A jednak Boards of Canada są, w swojej minimalnej elektronicznej przestrzeni, bezkonkurencyjni. Muzyka Boards of Canada to odyseja pomysłów i trip-hopowych bitów, wspomnień i widm. Ich utwory są często ciepłe, czasem atomowe. Zawsze wnikliwe, ambitne. I nie są dla wszystkich.

We wszelkiego rodzaju kontekstach Boards Of Canada tematyzują florę i faunę, pierwotność i inne psychodeliczne punkty stałe. Służą one jako inspiracja, miejsce tęsknoty i regulator. Nie bez powodu nazwali się na cześć filmów dokumentalnych National Film Board Of Canada, które często dotyczyły natury i w pewien sposób predefiniowały brzmienie duetu.

## Dyskografia

### Albumy studyjne
- Music Has the Right to Children (1998)
- Geogaddi (2002)
- The Campfire Headphase (2005)
- Tomorrow’s Harvest (2013)

### EP
- Twoism (1995, reedycja w 2002)
- Hi Scores (1996)
- Aquarius (1998)
- Peel Session TX 21/07/1998 (1999)
- In a Beautiful Place Out in the Country (2000)
- Trans Canada Highway (2006)

### Nagrania wydane własnym sumptem
- Catalog 3 (1987)
- Acid Memories (1989)
- Closes Vol. 1 (1992)
- Play By Numbers (1994)
- Hooper Bay (1994)
- Twoism (1995)
- A Few Old Tunes (1995)
- Boc Maxima (1996)
- Old Tunes vol. 2 (1996)